# 다카하시 슌타
다카하시 슌타(일본어: , 1989년 2월 9일 ~ )는 일본의 축구 선수이다.

## 구단 경력
그는 2007년부터 2023년까지 J리그의 몬테디오 야마가타, FC 류큐, AC 나가노 파르세이루, 더스파구사쓰 군마, 카탈레 도야마에서 활동하였다.